# サンティアゴ (ヌエボ・レオン州)
サンティアゴ（Santiago）は、メキシコのヌエボ・レオン州の自治体。モンテレイ都市圏の南端に位置している。湖や滝がある行楽地である。プエブロ・マヒコ選出。